# Нікішин Володимир Миколайович
Володимир Миколайович Нікішин (рос. Владимир Николаевич Никишин; 7 лютого 1966, Макарове — 2 грудня 2022, Кліщіївка) — російський військовий штурман, найманець ПВК Вагнера, майор запасу ВПС РФ. Герой Російської Федерації.

## Біографія
В 1983-87 роках навчався у Ворошиловградському вищому військовому авіаційному училищі штурманів, після чого служив у ВПС СРСР і ВПС РФ, в тому числі у військовій частині в Алма-Ата, з 1988 року — в 143-му, з 1991 року — 559-му бомбардувальному авіаполку. Учасник збройного конфлікту на Північному Кавказі, відзначений бойовими нагородами. З 2002 року служив в авіаполку, дислокованому в Переяславці. В 2013 році вийшов в запас.
В 2014/21 роках працював в Центрі аеронавігаційної інформації цивільної авіації в Москві. В 2021 році вступив в авіаційне крило ПВК Вагнера. Неодноразово був відряджений в Лівію.
З середини листопада 2022 року брав участь в Російсько-українській війні. 2 грудня 2022 року після 22:00 фронтовий бомбардувальник Су-24М, штурманом якого був Нікішин, був збитий службовцем ЗСУ за допомогою ПЗРК. Нікішин і командир літака Олександр Антонов загинули. 15 грудня їхні останки були передані росіянам. 22 грудня Нікішин був похований на Братському цвинтарі Балашихи.

## Нагороди
- Медаль ордена «За заслуги перед Вітчизною» 2-го ступеня (6 січня 1995)
- Інші медалі
- Орден «За військові заслуги» (20 червня 2000)
- Звання «Герой Російської Федерації» (17 грудня 2022, посмертно) — «за мужність та героїзм, проявлені в ході виконання бойових завдань.» Нагороджений одночасно зі своїм командиром Олександром Антоновим.